# 1699년
1699년은 목요일로 시작하는 평년이다.

## 연호
- 청(淸) 강희(康熙) 38년
- 일본(日本) 겐로쿠(元禄) 12년
- 후 레 왕조(後黎朝) 찐호아(正和) 20년

## 기년
- 류큐(琉球) 쇼테이왕(尚貞王) 31년
- 청(淸) 성조 강희제(聖祖 康熙帝) 38년
- 조선(朝鮮) 숙종(肅宗) 25년
- 후 레 왕조(後黎朝) 희종(熙宗) 24년

## 사건
- 잉글랜드 의회가 잉글랜드 무역을 보호하고 식민지 산업을 조절하기 위해 모직 조례를 제정하여 식민지 주민들의 잉글랜드를 제외한 다른 나라로의 양털, 실, 모직물의 수출을 금지했다.
- 1월 26일 카를로비츠 조약이 채결되었다. 1683년 2차 빈 포위에서 승리하고 난 뒤 수백년 동안 지속되어 온 오스만 제국의 위협을 종식시키기 위해 신성 로마 제국, 폴란드-리투아니아 연방, 베네치아 공화국, 교황령, 루스 차르국 등이 동맹을 맺어 본격적인 전쟁을 시작하였는대, 이 때에 이르러 그 전쟁을 마무리하는 조약을 채결한 것이다.

## 탄생
- 1월 2일 - 오스만 제국의 술탄이자 황제 오스만 3세. (~1757년)
- 11월 2일 - 프랑스의 화가 장 시메옹 샤르댕. (~1779년)

## 사망
- 4월 21일 - 프랑스의 극작가 장 라신. (1639년~)